# Região Geográfica Imediata de Luziânia

Localização no Estado de Goiás.

A Região Geográfica Imediata de Luziânia é uma das 22 regiões imediatas do estado brasileiro de Goiás, uma das 4 regiões imediatas que compõem a Região Geográfica Intermediária de Luziânia-Águas Lindas de Goiás e uma das 509 regiões imediatas no Brasil, criadas pelo IBGE em 2017. É composta de 6 municípios: Cidade Ocidental, Cristalina, Luziânia, Novo Gama, Santo Antônio do Descoberto e Valparaíso de Goiás, com uma população estimada em 684,652 habitantes em 2018.